# وفا احمدپور
وفا احمدپور با نام هنری وفادار رپر اهل ایران می‌باشد. وفادار فعالیت هنری خود را در زمینه رپ از سال ۱۳۸۵ آغاز کرد. وفا احمدپور و دانیال مقدم، خواننده‌های رپ معترض رژیم جمهوری اسلامی به دلیل بحران‌ها و مشکلات مردم ایران هستند.
او اکنون به دلیل موزیک‌های اعتراضی خود در زندان اوین زندانی است.

## زندگی شخصی
وفا با آنکه از سال ۱۳۸۵ در حوضه موسیقی فعالیت دارد اما با کارگری امرار معاش می‌کند. او به دلیل تهدید مأموران جمهوری اسلامی به خاطر خواندن موسیقی‌های اعتراضی برای مدتی به صورت مخفیانه زندگی می‌کرد.

## دستگیری
موسیقی وفادار به دلیل پرداختن به موضوعات سیاسی باعث احضار او به دادگاه شد. وفادار، پس از خیزش ۱۴۰۱ ایران به دلیل انتشار آهنگ‌های سیاسی یک سال زندگی مخفی داشت، اما شماره تلفن وفا را مأموران امنیتی جمهوری اسلامی پیدا کردند و با او تماس گرفتند و به دادگاه احضار کردند، به دلیل قانونی نبودن احضار تلفنی، او به دادگاه مراجعه نکرد. در چنین شرایطی نیروهای اطلاعاتی به چند محل کار سابق وفا رفتند و سراغ وفا را گرفتند. آن‌ها همچنین به خانه او هجوم بردند و خانواده‌اش را گروگان گرفتند و سپس با او تماس گرفتند تا وفا خود را تسلیم کند و سرانجام شب ۱۵ بهمن ۱۴۰۲ وفا تصمیم گرفت به‌خاطر خانواده‌اش خودش را به نیروهای اطلاعات معرفی کند. او در تهران دستگیر و به مکانی نامعلوم منتقل شد. انجمن قلم آمریکا بازداشت خودسرانه این خواننده رپ ایرانی را به شدت محکوم کرد و خواستار آزادی فوری او شد. دوشنبه ۳۰ بهمن ۱۴۰۲ وفا با قید وثیقه به صورت موقت تا روز برگزاری دادگاه رسیدگی به پرونده او از زندان اوین آزاد شد. پس از برگزاری دادگاه، او به یک سال حبس به دلیل تبلیغ علیه نظام محکوم شد.
چهارشنبه ۲۰ اردیبهشت ۱۴۰۳ وفا احمدپور و دانیال مقدم در پی انتشار موزیک‌ویدئوی «آماده‌باش»، با موضوع سرکوب و انتقاد از جمهوری اسلامی و بحران‌ها و مشکلات مردم ایران، در شیراز بازداشت شدند. ترانه «آماده باش» در تخت جمشید فیلمبرداری شده است. در «آماده‌باش» به معضلاتی چون مشکلات اقتصادی و گشت ارشاد اشاره کردند و می‌گویند که «ما مردم ایران» متحد می‌مانیم و «این کشور را می‌گیریم».